# Shahter Fýtbol Klýby
Lo Shahter Fýtbol Klýby (in kazako Шахтер Футбол Клубы), conosciuto anche come Shakhter Karagandy, è una società calcistica kazaka con sede nella città di Karaganda. Milita nella massima serie del campionato di calcio kazako.

## Storia
È membro fondatore della Prem'er Ligasy kazaka; partecipa dal 1992 alla massima serie, tuttavia i suoi migliori piazzamenti da quell'anno a questa parte sono due terzi posti, ottenuti nel 1995 e nel 2007. Nel periodo sovietico si segnala la vittoria del campionato di seconda divisione nel 1962.
Nel settembre 2008, Şaxter e Vostok Öskemen sono state coinvolte in un caso di combine. Lo Şaxter venne condannato ad una penalizzazione di 9 punti mentre il Vostok fu immediatamente espulso dal campionato e tutti i suoi incontri rimanenti furono tramutati in sconfitte a tavolino per 3-0.

### Le prime partecipazioni alle coppe europee
Ha partecipato a 5 edizioni delle coppe europee. Vince nel 2011 e nel 2012 i suoi primi due titoli nazionali. Nell'UEFA Champions League 2012-2013 la squadra viene eliminata nel secondo turno preliminare dallo Slovan Liberec con un risultato totale di 2-1.

### Stagione 2013: la prima partecipazione a una fase a gironi di una competizione europea
Nell'UEFA Champions League 2013-2014 lo Şaxter affronta il BATĖ Borisov: all'andata in Bielorussia vince 1-0 con gol dell'attaccante kazako Khizhnichenko.
Il 23 luglio 2013 nella gara di ritorno in Kazakistan la squadra vince 1-0 (gol del bielorusso Ziankovič) e così si qualifica per il terzo turno preliminare dove la squadra dello Şaxter affronta il KS Skënderbeu, la compagine albanese vincitrice della Kategoria Superiore 2012-2013.
All'andata la squadra kazaka vince per 3-0 con i gol di Đidić, Murtazaev e Khizhnichenko. Nella partita di ritorno disputatasi in Albania una settimana dopo, i kazaki perdono 3-2 (gol di Khizhnichenko e Bayzhanov per i kazaki, reti di Tomić e Shkembi per gli albanesi) ma si qualificano tuttavia al play-off di UEFA Champions League. Tale risultato determina un passaggio storico nel calcio kazako, perché comunque vada a finire la partita di play off lo Şaxter sarà la prima squadra del Kazakistan inserita nella fase a gironi di una competizione UEFA per club. Ai play-off lo Shakhter affronta il Celtic vincendo incredibilmente 2-0 nel turno d'andata giocato in Kazakistan in virtù delle reti di Finonchenko e Khizhnichenko. La partita di ritorno a Glasgow vede la vittoria per 3-0 della compagine scozzese, così la squadra kazaka entra in Europa League.
Nella fase a gironi incontra AZ Alkmaar, PAOK e Maccabi Haifa. Il 19 settembre 2013 lo Shakhter Karagandy perde 2-1 in casa del PAOK, nonostante i kazaki siano passati in vantaggio con Roger Cañas su rigore.
Il 3 ottobre 2013 arriva il primo punto europeo grazie al pareggio in casa per 2-2 contro il Maccabi Haifa.
Il 24 ottobre ottiene il secondo pareggio consecutivo europeo (in casa) contro l'AZ Alkmaar con il risultato di 1-1.
Il 7 novembre lo Shakhter Karagandy perde 1-0 in casa dell'AZ Alkmaar. Il 28 novembre la squadra kazaka subisce in Europa League un 2-0 in casa con il Paok Salonicco, permettendo così alla squadra greca di qualificarsi ai sedicesimi.
Il 12 dicembre 2013 i kazaki perdono 2-1 in casa del Maccabi Haifa (gol di Roger Cañas per lo Shakhter), terminando ultimo nel girone L con due punti.
Il 10 novembre 2013 però la squadra kazaka si aggiudica la Qazaqstan Superkubogy vincendo 1-0 (gol di Sergey Xïjnïçenko) contro il Taraz, e garantendosi così un'altra partecipazione ad una competizione europea.

### Stagione 2014
La stagione 2014 inizia con la sconfitta nella Qazaqstan Superkubogy contro l'Aktobe per 1-0.
Partecipa all'UEFA Europa League 2014-2015 partendo dal primo turno preliminare. Qui affronta lo Shirak, squadra armena.
L'andata in Armenia finisce 2-1 per i kazaki, compiendo ben 2500 km.
Il ritorno invece finisce con una larga vittoria della squadra kazaka (4-0, risultato totale 6-1 per i kazaki) e con la qualificazione al secondo turno preliminare contro i lituani dell'Atlantas. L'andata in Lituania finisce con un pareggio senza reti, mentre nella partita di ritorno lo Shakhter Karagandy vince 3-0 (risultato totale 3-0 per i kazaki) e così può accedere al terzo turno preliminare, dove affronta la formazione croata dell'Hajduk Spalato. All'andata in Kazakistan i padroni di casa vincono 4-2, ma al ritorno in Croazia la squadra kazaka viene sconfitta per 3-0 e così lo Shakhter Karagandy esce dalle competizioni europee con un passivo di 5-4.
A fine stagione lo Shakhter Karagandy arriva ultimo (6º posto) nella poule scudetto.

## Şaxter Fwtbol Klwbı nelle Coppe europee
In grassetto le gare casalinghe.
| Stagione  | Competizione     | Turno          | Nazione     | Avversario     | Andata | Ritorno | Totale |
| --------- | ---------------- | -------------- | ----------- | -------------- | ------ | ------- | ------ |
| 2006      | Coppa Intertoto  | 1º turno       | Bielorussia | FC MTZ-RIPO    | 1-5    | 3-1     | 4-6    |
| 2008-09   | Coppa UEFA       | 1º preliminare | Ungheria    | Debrecen       | 1-1    | 0-1     | 1-2    |
| 2010-2011 | Europa League    | 1º preliminare | Polonia     | Ruch Chorzów   | 1-2    | 0-1     | 1-3    |
| 2011-2012 | Europa League    | 1º preliminare | Slovenia    | Koper          | 1-1    | 2-1     | 3-2    |
| 2011-2012 | Europa League    | 2º preliminare | Irlanda     | St Patrick's   | 2-1    | 0-2     | 2-3    |
| 2012-2013 | Champions League | 2º preliminare | Rep. Ceca   | Slovan Liberec | 0-1    | 1-1     | 1-2    |
| 2013-2014 | Champions League | 2º preliminare | Bielorussia | BATĖ Borisov   | 1-0    | 1-0     | 2-0    |
| 2013-2014 | Champions League | 3º preliminare | Albania     | KS Skënderbeu  | 3-0    | 2-3     | 5-3    |
| 2013-2014 | Champions League | Play-off       | Scozia      | Celtic         | 2-0    | 0-3     | 2-3    |
| 2013-2014 | Europa League    | Fase a gironi  | Paesi Bassi | AZ Alkmaar     | 1-1    | 0-1     |        |
|           |                  | Fase a gironi  | Grecia      | PAOK           | 1-2    | 0-2     |        |
|           |                  | Fase a gironi  | Israele     | Maccabi Haifa  | 2-2    | 1-2     |        |
| 2014-2015 | Europa League    | 1º preliminare | Armenia     | Shirak         | 2-1    | 4-0     | 6-1    |
| 2014-2015 | Europa League    | 2º preliminare | Lituania    | Atlantas       | 0-0    | 3-0     | 3-0    |
| 2014-2015 | Europa League    | 3º preliminare | Croazia     | Hajduk Spalato | 4-2    | 0-3     | 4-5    |

## Organico

### Rosa 2020
Aggiornata al 6 marzo 2020.
| N. |                           | Ruolo | Calciatore           |
| -- | ------------------------- | ----- | -------------------- |
| 1  | Russia (bandiera)         | P     | David Jurčenko       |
| 2  | Russia (bandiera)         | D     | Dmitrij Jatčenko     |
| 3  | Ucraina (bandiera)        | D     | Jevhen Tkačuk        |
| 4  | Ghana (bandiera)          | D     | Gideon Baah          |
| 5  | Kazakistan (bandiera)     | D     | Aleksandr Kïslïcın   |
| 6  | Nigeria (bandiera)        | D     | Aliyu Abubakar       |
| 7  | Francia (bandiera)        | C     | Jérémy Manzorro      |
| 8  | Nigeria (bandiera)        | C     | Usman Mohammed       |
| 9  | Kazakistan (bandiera)     | A     | Bawırjan Turısbek    |
| 10 | Kazakistan (bandiera)     | C     | Erkebulan Nurğalïyev |
| 11 | Estonia (bandiera)        | A     | Sergei Zenjov        |
| 12 | Costa d'Avorio (bandiera) | A     | Cédric Kouadio       |
| 17 | Kazakistan (bandiera)     | C     | Aslanbek Kákimov     |

| N. |                       | Ruolo | Calciatore       |
| -- | --------------------- | ----- | ---------------- |
| 19 | Kazakistan (bandiera) | A     | Matvey Gerasimov |
| 23 | Kazakistan (bandiera) | C     | Ruslan Tutkyshev |
| 25 | Russia (bandiera)     | D     | Andrej Bujvolov  |
| 33 | Francia (bandiera)    | D     | Abdel Lamanje    |
| 40 | Kazakistan (bandiera) | P     | Egor Tsuprikov   |
| 47 | Kazakistan (bandiera) | C     | Pavel Kriventsev |
| 57 | Kazakistan (bandiera) | D     | Egor Alishauskas |
| 66 | Kazakistan (bandiera) | D     | Bogdan Savkiv    |
| 70 | Kazakistan (bandiera) | A     | Jean-Ali Payruz  |
| 77 | Kazakistan (bandiera) | C     | Geworg Najaryan  |
| 78 | Kazakistan (bandiera) | P     | Timurbek Zakirov |
| 87 | Russia (bandiera)     | C     | Michail Bakaev   |
| 88 | Russia (bandiera)     | C     | Arsen Chubulov   |

## Curiosità
La zona di Qarağandy è ricca di miniere e ai giocatori nuovi viene fatto fare un tour negli ambienti sotterranei per farli ambientare meglio nella zona.
Prima della partita d'andata dei playoff contro il Celtic, come tradizione, è stata sacrificata una pecora e, sorprendentemente, la partita è andata a favore dei Kazaki. Però l'UEFA ha minacciato di sanzionare la squadra se continuerà a sacrificare animali.

## Palmarès

### Competizioni nazionali
- Campionato kazako: 2

2011, 2012
- Supercoppa del Kazakistan: 1

2013
- Coppa del Kazakistan: 1

2013

### Altri piazzamenti
- Campionato kazako:

Terzo posto: 2009
- Coppa del Kazakistan:

Finalista: 2009, 2010, 2021
Semifinalista: 1994, 2002, 2006, 2012, 2014, 2017, 2018
- Supercoppa del Kazakistan:

Finalista: 2012, 2014, 2021
Semifinalista: 2021